# Tipula semipeliostigma
Tipula semipeliostigma är en tvåvingeart som beskrevs av Mannheims 1965. Tipula semipeliostigma ingår i släktet Tipula och familjen storharkrankar. Inga underarter finns listade i Catalogue of Life.